# Autoba vestina
Autoba vestina är en fjärilsart som beskrevs av Swinhoe 1904. Autoba vestina ingår i släktet Autoba och familjen nattflyn. Inga underarter finns listade i Catalogue of Life.